# Georges Theunis

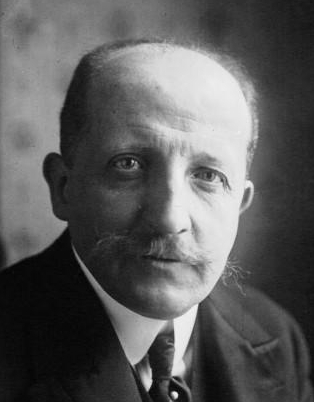
Georges Theunis (1921)

Georges Emile Léonard Theunis (* 28. Februar 1873 in Montegnée; † 4. Januar 1966 in Brüssel) war ein belgischer katholischer Politiker und Premierminister.

## Politische Laufbahn

### Premierminister 1921 bis 1925
Theunis studierte Elektroingenieurwesen und war als Ingenieur im Militärdienst. Nach dem Ersten Weltkrieg gehörte er 1919 der Kommission für Reparationszahlungen an. Am 20. November 1920 berief ihn der damalige Premierminister Henri Carton de Wiart zum Finanzminister. Als er vom 16. Dezember 1921 bis zum 13. Mai 1925 als Nachfolger von Carton de Wiart selbst als Premierminister amtierte, behielt er das Amt des Finanzministers weiterhin inne. Nach der Ruhrbesetzung suchte er außenpolitisch verstärkten Kontakt zu Großbritannien. Sein größter Erfolg während dieser Regierungszeit war die Unterzeichnung der Belgisch-Luxemburgischen-Wirtschaftsunion. Im Juni 1923 trat er wegen des „Sprachenstreits“ an der Universität von Gent zunächst vom Amt des Premierministers zurück, wurde aber kurz darauf erneut in dieses Amt berufen.

### Präsident der Internationalen Handelskammer
1925 wurde ihm der königliche Ehrentitel eines „Staatsministers“ verliehen. Von 1925 bis 1926 war er Senator und vertrat die Interessen der Katholieke Partij. Von 1929 bis 1931 war er Präsident der Internationalen Handelskammer (ICC). Am 22. Oktober 1932 wurde er von Premierminister Charles de Broqueville zum Minister für Landesverteidigung ernannt, trat von diesem Amt aber noch im gleichen Jahr zurück.

### Premierminister 1934 bis 1935
Vom 20. November 1934 bis zum 25. März 1935 war er als Nachfolger von de Broqueville erneut Premierminister. Zur Bekämpfung der damaligen Wirtschaftskrise berief er Experten aus der Finanzwirtschaft in sein Kabinett.
Vom 27. November 1941 bis zum 4. November 1944 war er Gouverneur der Nationalbank von Belgien und nahm in dieser Funktion als Sonderbotschafter an einer Konferenz des Internationalen Währungsfonds der zukünftigen Vereinten Nationen (UN) in Bretton Woods (USA) im Juli 1944 teil.
Neben seinen politischen Aufgaben war er 1936 bis 1966 Präsident des Kinderschutzbundes Oeuvre Nationale de l’Enfance (O.N.E.).